# Тадеуш Гайль
Тадеуш Гайль (пол. Tadeusz Gajl, нар. 1940, м. Вільно) — польський художник-графік, пластик, редактор.

## Життєпис
Після закінчення в 1966 р. Академії образотворчих мистецтв у Лодзі працював дизайнером на декількох підприємствах текстильної промисловості Польщі.
У 1974—1981 рр. — начальником відділу графіки щомісячника «Контрасти» (пол. Kontrasty).
З 1981 р. займався самостійною творчою роботою.
У 1990 р. — один з творців суспільно-політичного видання «Білостоцький тижневик» (пол. Tygodnik Białostocki).
У 1989—1990 рр. працював головним редактором, і художнім редактором тижневика «Плюс» (пол. Plus).
З 1963 р. почав займатися геральдикою.
Творець відомих відновлених історичних кольорових зображень гербів польського дворянства (шляхти). Герби його авторства отримали визнання у геральдиці усього світу й називаються тепер «гайловськими гербами» (англ. Gajlesque Coat of Arms).
Створив шерег сучасних гербів польських воєводств, міст та інших населених пунктів, у тому числі Підляського воєводства, Білостока, Сокульського і Сім'ятицького повітів, міста Шепетова, а також Кориціна, Завади, Замбрува та ін..
Тадеуш Гайль разом з Лехом Мілевським — творець інтернет-пошукача «Гербовник», за допомогою якого можна знайти герби Польщі, викладені в його виданнях.

## Праці
- «пол. Polskie rody szlacheckie i ich herby», Benkowski-Verlag — ISBN 978-83-88045-01-1 (Польські шляхетські роди та їхні герби), видання містить більш як 1275 гербів у барві (200 — чорно-білі), понад 20000 назв, тричі пере видавався в 1999 р., 2000 р., 2003 р..
- «пол. Herby szlacheckie Rzeczypospolitej Obojga Narodów»[3], L&L, Gdańsk — ISBN 978-83-88595-98-1 (Герби Речі Посполитої Двох Народів), 2003 р., видання містить 3000 кольорових гербів, що іноді без вказівки авторства поміщаються в різні видання та на інтернет-сторінки багатьох країн.
- «пол. Herby szlacheckie Polski porozbiorowej» (Шляхетські герби після розділу Польщі), 2005 р.,
- «пол. Herbarz Polski od Średniowiecza do XX wieku», L&L, Gdańsk — ISBN 978-83-60597-10-1 (Гербовник Польщі від середньовіччя до XX століття), 2007 р., розширене видання 2011 р..